# ウィリアム・ヘイ (第10代エロル伯爵)
第10代エロル伯爵ウィリアム・ヘイ（英語: William Hay, 10th Earl of Erroll PC、1590年と1598年の間 – 1636年12月7日）は、スコットランド貴族。豪奢な生活を送ったため、12世紀にウィリアム獅子王より与えられたエロルの領地を手放すことを余儀なくされた。

## 生涯
第9代エロル伯爵フランシス・ヘイと3人目の妻エリザベス（旧姓ダグラス、第6代モートン伯爵ウィリアム・ダグラスの娘）の長男として生まれた。
1629年6月19日、父からスレインズのバロン領とスコットランド大司馬の世襲職を譲られた。1631年7月16日に父が死去すると、エロル伯爵位を継承した。
1633年5月28日にスコットランド枢密院の枢密顧問官に任命され、同年6月18日のチャールズ1世戴冠式で大司馬として出席した。
豪奢な生活を送ったため、先祖がスコットランド王ウィリアム1世（ウィリアム獅子王）から与えられたエロルの領地を手放すことを余儀なくされた。
1636年12月7日にエロルで死去、18日に同地で埋葬された。息子ギルバートが爵位を継承した。

## 家族
1618年9月初、アン・ライアン（Anne Lyon、1637年2月8日没、初代キングホーン伯爵パトリック・ライアンの娘）と結婚、1男1女をもうけた。
- マーガレット（1695年4月22日埋葬） - 1638年2月4日、カー卿ヘンリー・カー（Henry Ker, Lord Ker、初代ロクスバラ伯爵ロバート・カー（英語版）の息子）と結婚。1644年2月20日、第6代カセルス伯爵ジョン・ケネディ（英語版）と再婚[1]
- ギルバート（1631年6月13日 – 1674年） - 第11代エロル伯爵[1]

## 関連図書
- Mackintosh, John (1898). Historic Earls and Earldoms of Scotland (英語). Aberdeen: W. Jolly & Sons. pp. 252–254.

| 軍職                  | 軍職                                 | 軍職                  |
| --------------------- | ------------------------------------ | --------------------- |
| 先代 第9代エロル伯爵  | スコットランド大司馬 1631年 – 1636年 | 次代 第11代エロル伯爵 |
| スコットランドの爵位  |                                      |                       |
| 先代 フランシス・ヘイ | エロル伯爵 1631年 – 1636年           | 次代 ギルバート・ヘイ |